# Zarah Kvarnström
Rut Zarah Maria Kvarnström, född 2 mars 1890 i Sånga socken, Uppland, död 11 februari 1979 i Stockholm, var en svensk operasångerska (mezzosopran). 
Zarah Kvarnström var dotter till byggmästaren Carl Erik Kvarnström. Hon studerade musik i Falun, avlade organistexamen vid Musikkonservatoriet 1910 och studerade sång för Oscar Lejdström, Carl August Söderman, Gillis Bratt och Haldis Ingebjart, samt var elev vid Operaskolan. Senare bedrev hon sångstudier för S. Mawrogordato i London 1924–1925 och för L. Bachner i Berlin samt bedrev rollstudier för Luise Reuss-Belce i Berlin 1926. Hon var engagerad vid tyska operascener 1926–1943, bland annat i Hamburg, Stuttgart och Bremen, gästspelade på Städtische Oper i Berlin, turnerade med en italiensk ensemble i Europa 1927 samt gav operagästspel och konserter i Stockholm och Göteborg. Bland hennes operaroller märks dramatiska mezzosopranpartier som Brangäne i Tristan och Isolde'', Fricka i Rhenguldet och Valkyrian, Azucena i Trubaduren och Amneris i Aida